# Mittenothamnium oxyrrhynchioides
Mittenothamnium oxyrrhynchioides är en bladmossart som beskrevs av Steere 1948. Mittenothamnium oxyrrhynchioides ingår i släktet Mittenothamnium och familjen Hypnaceae. Inga underarter finns listade i Catalogue of Life.